# Qurnat Schahwan
Qurnat Schahwan (arabisch قرنة شهوان) ist eine Siedlung im libanesischen Distrikt al-Mitn im Gouvernement Libanonberg. Sie liegt 15 Kilometer östlich der Hauptstadt Beirut in einer Höhe von 670 Meter über dem Meeresspiegel.
Abgesehen von ihrer Wichtigkeit als Sitz des maronitischen Erzbischof von al-Mitn war der Ort wenig bekannt, bis im Jahre 2000 die Qurnat-Schahwan-Sammlung, eine überwiegend christliche Koalition von Politikern, Intellektuellen und Geschäftsleuten, die in Opposition zu der syrischen Anwesenheit im Libanon standen, hier ihr Hauptquartier aufbaute.